# Brienno
Brienno ist ein Ort mit 317 Einwohnern in Italien am südlichen Westufer des Lago di Como. 

## Geographie
Die Gemeinde hat sich den vorindustriellen Charakter gut bewahrt. Dies mag einerseits am steil ansteigenden Ufer liegen, das eine moderne Urbanisierung bislang verhindert hat. Ferner wird der Ort mittels eines 1150 Meter langen Tunnels vom Verkehr weitgehend umgangen. Abgesehen von der alten Hauptstraße wird die verschachtelte Architektur lediglich von nur karrenbreiten Wegen durchzogen.

## Sehenswürdigkeiten
- Kirche Santi Nazaro e Celso[2]
- Kirche dell’Immacolata[3]
- Kirche San Vittore[4]
- Denkmal für die im Krieg in Libyen Gefallenen.

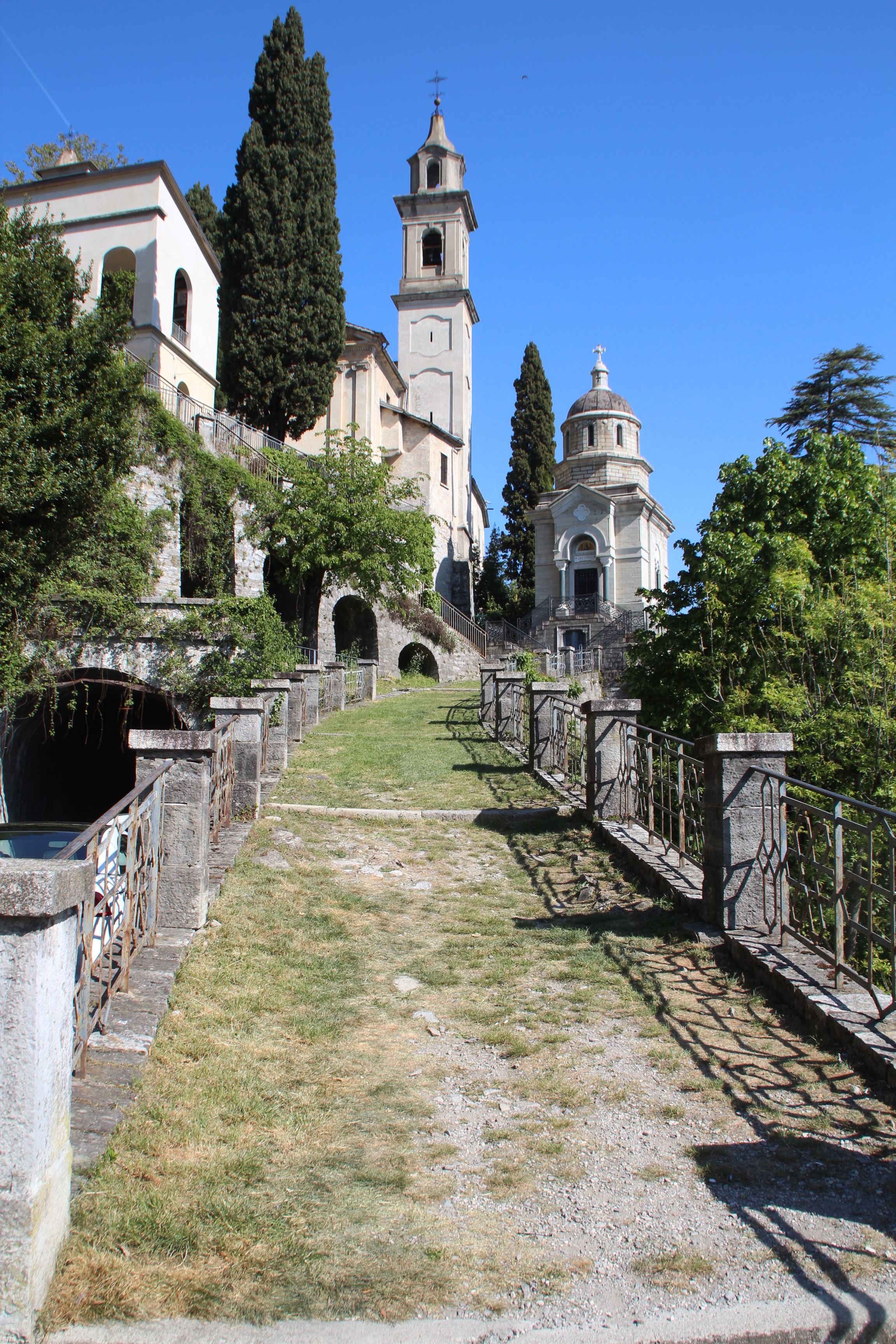
Aufgang zur Chiesa della Madonna
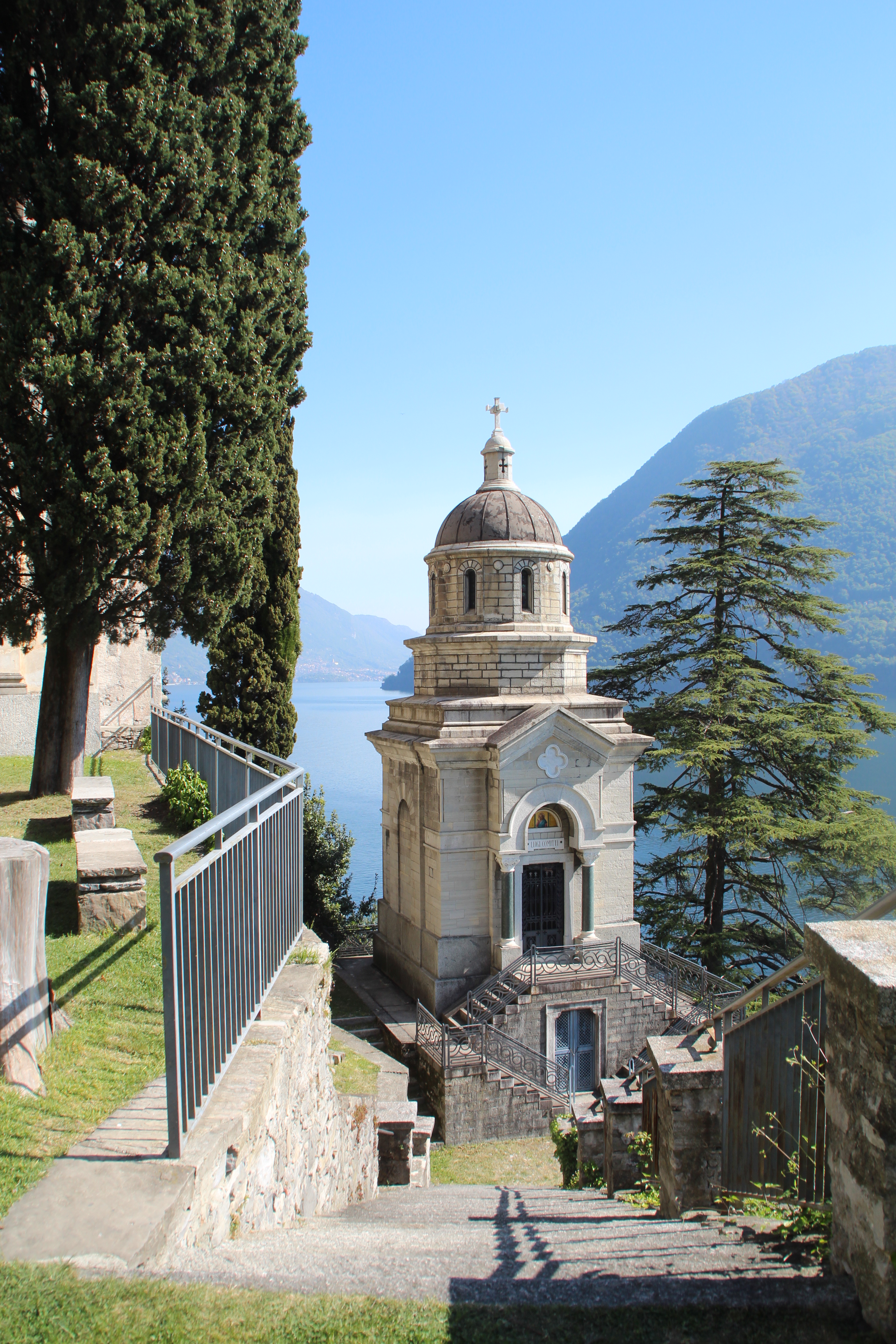
Chiesa della Madonna
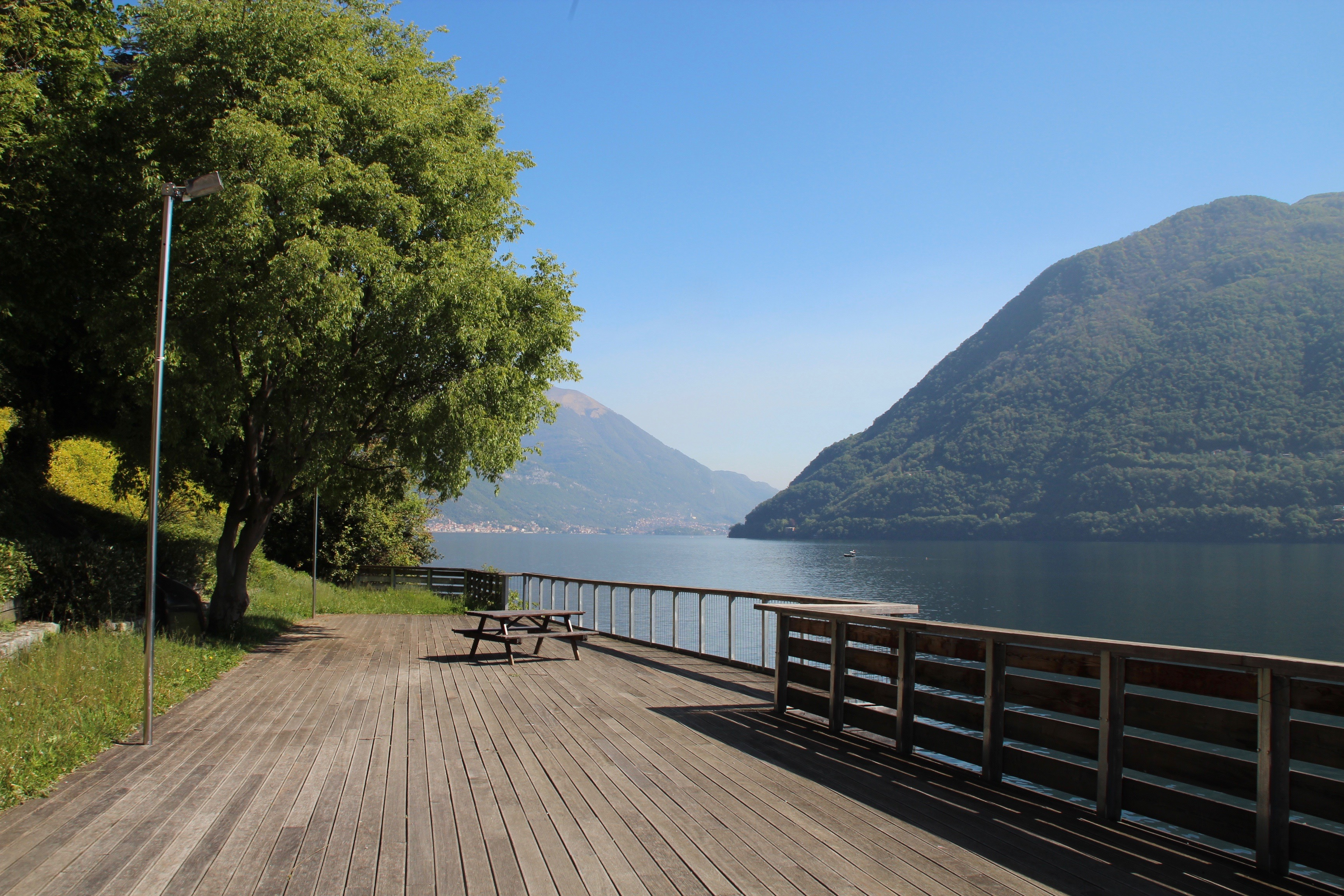
Plattform um Ufer

## Persönlichkeiten
- Andrea Giorgio Maria Bianchi (1746–1814), Kaufmann